# ジャッキー・バロウズ
ジャッキー・バロウズ（英: Jackie Burroughs、1939年2月2日 - 2010年9月22日）は、イギリス出身の俳優である。

## 来歴
1939年、イギリスのランカシャーに生まれる。カナダのオンタリオ州にある劇場で舞台女優として経験を積み、1966年にカナダ映画で映画デビューを果たした。その後はアメリカへ拠点を移し、1983年にはデヴィッド・クローネンバーグ監督でクリストファー・ウォーケン主演の『デッドゾーン』などへも出演した。1990年代に入ると、連続ドラマ『アボンリーへの道』のメインキャストとして出演し、サラ・ポーリー演じる主人公のおば役を演じて印象を残した。2003年に出演したクリスピン・グローヴァー主演のホラー映画『ウィラード』では、グローヴァー演じるネズミと心を通わせる気弱な主人公の病弱な母親を怪演している。
2010年、カナダのオンタリオ州トロントにおいて、胃癌のため永眠。71歳だった。

## 出演作品

### 映画
- Notes for a Film About Donna & Gail (1966)
- The Ernie Game (1967)
- Eat Anything (1971)
- Monkeys in the Attic (1974)
- 125 Rooms of Comfort (1974)
- Running Time (1974)
- My Pleasure Is My Business (1975)
- Twelve and a Half Cents (1977)
- 大統領の誘拐 The Kidnapping of the President (1980)
- ヘビー・メタル Heavy Metal (1981)
- The Intruder (1981)
- グレイフォックス The Grey Fox (1982)
- The Wars (1983)
- デッドゾーン Dead Zone (1983)
- Gentle Sinners (1983)
- Chautauqua Girl (1983)
- 欲望の迷路 The Surrogate (1984)
- ケアベア・ザ・ムービー The Care Bears Movie (1985)
- ロウフィールド館の惨劇/ パラノイド殺人事件 A Judgment in Stone (1986)
- A Winter Tan (1987)
- John and the Missus (1987)
- ゴッド・フード/ 巨大生物の恐怖 Food of the Gods II (1989)
- The Midday Sun (1989)
- ウィスパーズ Whispers (1990)
- Elizabeth Smart: On the Side of the Angels (1991)
- Careful (1992)
- ヘモグロビン Bleeders (1997)
- Last Night (1998)
- Have Mercy (1999)
- Washed Up (2000)
- 翼をください Lost and Delirious (2001)
- On Their Knees (2001)
- オトコのキモチ A Guy Thing (2003)
- ウィラード Willard (2003)
- Rhinoceros Eyes (2003)
- The Republic of Love (2003)
- Cavedweller (2004)
- 遠距離恋愛 Going the Distance (2004)
- フローズン・アフター 20XX 孤高のドクター The Limb Salesman (2004)
- ウイニング・シーズン/ 奇跡のカード The Winning Season (2004)
- トナカイはキューピッド!? Snow (2004)
- 2番目のキス Fever Pitch (2005)
- King's Ransom (2005)
- Bailey's Billion$ (2005)
- ハイジ Heidi (2005)
- マーサ・スチュワート　裁かれたカリスマ Martha Behind Bars (2005) ※テレビ映画
- ザ・センチネル/陰謀の星条旗 The Sentinel (2006)
- デスティニー　未来を知ってしまった男 First Snow (2006)
- ライトアップ! イルミネーション大戦争 Deck the Halls (2006)
- Into the Labyrinth (2008)
- スモールタウン マーダー ソングズ Small Town Murder Songs (2010)

### テレビドラマ
- Wojeck (1966)
- ドクター・ホイットマン The Psychiatrist (1970)
- Great Performances (1978)
- アメリカン・プレイハウス American Playhouse (1985)
- トワイライト・ゾーン The Twilight Zone (1989)
- アボンリーへの道 Road to Avonlea (1990 - 1996)
- Heritage Minutes (1992)
- The Adventures of Dudley the Dragon (1994)
- 騎馬警官 Due South (1997)
- Armistead Maupin's More Tales of the City (1998)
- ヤング・スーパーマン Young Superman (2001)
- Mystery Ink (2003)
- イレブンス・アワー The Eleventh Hour (2004)
- Slings and Arrows (2005)

### テレビアニメ
- イウォーク Ewoks (1985)
- アンジェラ・アナコンダ Angela Anaconda (1999)

### ビデオゲーム
- Move or Die (2005)